# Stazione di Varese Nord
La stazione di Varese Nord è uno dei tre scali ferroviari della città italiana di Varese.
Ubicata in piazzale Trento, a ridosso del centro cittadino e della stazione FS, è servita dalla ferrovia Saronno-Laveno; la gestione degli impianti è affidata a Ferrovienord.

## Storia
Nell'estate 1885 le Ferrovie Nord Milano (FNM) attivarono il prolungamento della propria strada ferrata proveniente da Saronno da Malnate a Varese: la stazione venne dunque attivata con funzione di capolinea e con configurazione di testa. Il 24 settembre dello stesso anno fu aperto il tronco Malnate-Como.
Il binario divenne passante poco più di un anno dopo, nel 1886, allorché la linea fu ulteriormente prolungata verso Laveno Mombello.
Fino al 1965 la stazione era direttamente collegata con il vicino scalo delle Ferrovie dello Stato: i primi due binari di quest'ultima infatti si riunivano in un'unica rotaia, che mediante una rampa curvilinea si abbassava fino al livello della stazione FNM e si innestava sul sedime dell'altra linea. La rampa venne poi totalmente demolita e il tratto di sedime FNM in cui si situava fu successivamente interrato in galleria.
Il 31 luglio 1966 fu soppresso completamente il servizio sulla Grandate-Malnate, sostituendo così le corse dirette tra Como e Varese con un servizio di autobus. Da allora la stazione servì solo per la Saronno-Laveno.

## Strutture e impianti
Il fabbricato viaggiatori ha una struttura compatta, a parallelepipedo, sviluppandosi su due livelli: il pianterreno ospita biglietteria, sala d'attesa, bar, locali tecnici e servizi ai passeggeri; il secondo piano ospita locali di servizio ad uso del personale ferroviario. Il patrimonio edilizio è completato da alcune strutture desuete e/o riconvertite: un magazzino merci, una cabina di controllo rialzata e un serbatoio d'acqua atto a rifornire le locomotive a vapore.
Il sedime consta di 3 binari di transito e tre tronchi (uno adibito a capolinea di taluni treni locali da e per Milano Cadorna e due per il deposito del materiale rotabile). Altri tre binari di deposito sono situati alle spalle del vecchio scalo merci.
La stazione è presenziata da Dirigente Movimento.

## Movimento
La stazione è servita da treni regionali e RegioExpress (linea RE1) in servizio sulla linea Laveno Mombello Nord-Varese Nord-Saronno-Milano Cadorna e Varese Nord-Saronno-Milano Cadorna, cadenzati a frequenza oraria e semioraria. Unica società esercente del servizio viaggiatori è Trenord, nell'ambito del contratto di servizio stipulato con la Regione Lombardia. Per tale impianto transitano ogni giorno circa 7.500 persone, per un totale di 2.761.161 viaggiatori annui, ponendolo tra i più frequentati della rete.

## Interscambi
Il piazzale antistante la stazione è servito dalle autolinee urbane e suburbane e ospita un capolinea di quelle interurbane FNMA.
Fra il 1895 e il 1953 in prossimità della stazione sorgeva il capolinea della tranvia Varese-Prima Cappella, prolungata nella valle del Vellone nel 1909 e in ultimo è servita dalla Società Varesina Imprese Trasporti.